# Eufrasia Burlamacchi

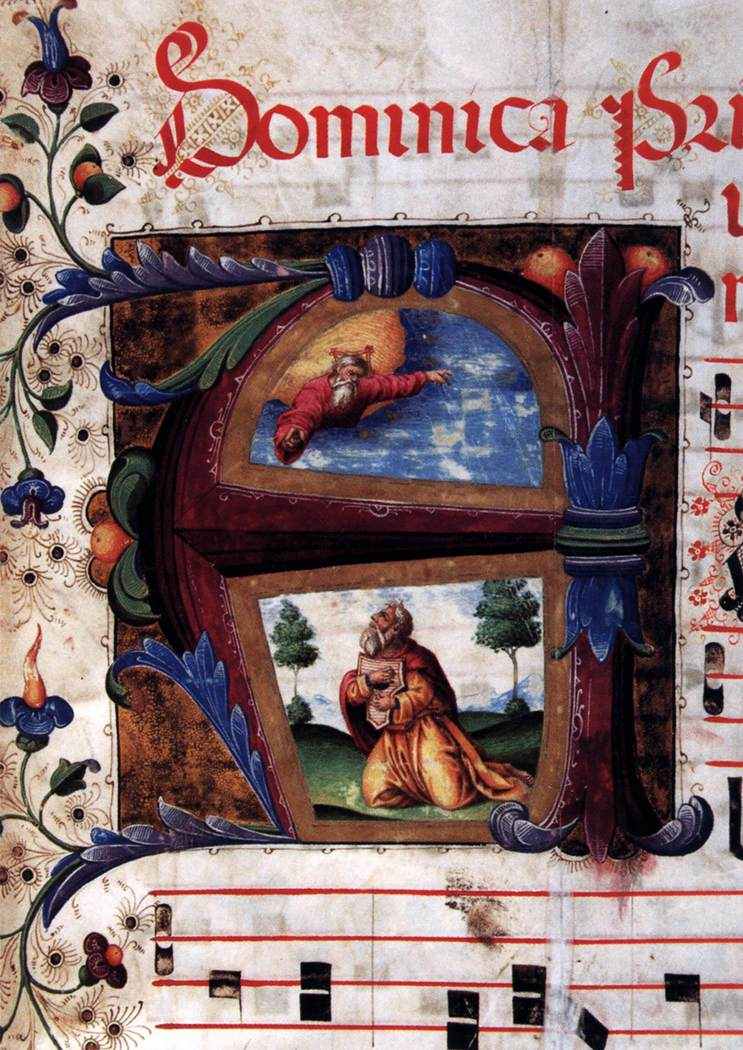
Iluminación del Liber Missarum de Tempore a Cena Domini usque ad Adventum

Eufrasia Burlamacchi (1482–1548) fue una monja italiana que practicó el arte de la iluminación de manuscritos.

## Biografía
Eufrasia Burlamacchi nació en Lucca como parte de la familia Burlamacchi. Se convirtió en monja dominica en el convento de San Nicolás. Después de dejarlo en 1502, Eufrasia se estableció en el convento de Santo Domingo en Lucca, donde sirvió como Madre Superiora. Muchos otros miembros de la familia Burlamacchi también se habían afiliado a la orden dominicana. Es conocida por los manuscritos religiosos iluminados que realizó allí.
Burlamacchi murió en Lucca en 1548.

## Escuela de iluminación de manuscritos
La iluminación de manuscritos es la práctica de decorar un texto con ilustraciones y símbolos ornamentados, a menudo dorados, que actúan como adorno y para reforzar los temas del texto. La práctica tiene sus raíces en las tradiciones religiosas europeas medievales.
En el momento en que Burlamacchi se unió al convento, los dominicos eran seguidores de Girolamo Savonarola. El convento de Santo Domingo fue fundado por varias de las monjas del convento de San Nicolás con la esperanza de crear un refugio para los seguidores de Savonarola, quienes se alinearon con las ideas de la Reforma.
El convento de Santo Domingo tenía una escuela de iluminación que se había desarrollado durante los años anteriores a la época de Burlamacchi en el convento. El dorado de los textos religiosos se había convertido en una tradición y para las monjas dominicas las anotaciones eran expresiones de su llamada a practicar la caridad, la pobreza, el estudio y la evangelización. Los miembros del convento duplicarían los manuscritos e iluminaciones para uso personal y para vender a las comunas.

## Legado
Se sabe muy poco de la vida de Eufrasia Burlamacchi, y gran parte de su obra no ha sobrevivido a los efectos del tiempo. La fuente primaria de información más importante sobre la vida de Burlamacchi proviene del Libro del Necrologico del Convento di San Domenico di Lucca; hay pocas fuentes secundarias. El número de sus textos iluminados que sobreviven es pequeño; las obras más significativas que se conservan son cinco libros de himnos, anotados entre 1502, su primer año en el convento, y 1515.